# Conselho departamental

Maioria política atual em cada conselho departamental:
Partido Comunista Francês
Partido Socialista
Esquerda diversa
Partido Radical de Esquerda
Movimento Democrático
União dos Democratas e Independentes
Os Republicanos
Direita diversa

Os conselhos departamentais (em francês:  conseils départementaux; singular: conseil départemental) da França são assembleias representativas eleitas por sufrágio universal em 98 dos 101 departamentos do país. Antes das eleições departamentais francesas de 2015, eles eram conhecidos como conselhos gerais.

## História
A Lei de 22 de dezembro de 1789 exigia a criação de uma assembleia em cada departamento, conhecida como conselho do departamento. Esta lei foi revogada em 4 de dezembro de 1793; foi restaurada como a "lei sobre a divisão do território da República e sua administração" em 17 de fevereiro de 1800, na qual foi formado o "Conselho Geral dos departamentos". Nesta época, o nome "Conselho Geral" também era usado pelos conselhos municipais e distritais.
Os membros do conselho geral não foram eleitos até 1833; eles foram eleitos pela primeira vez por sufrágio universal em 3 de julho de 1848. A primeira mulher presidente de um conselho de departamento foi Évelyne Baylet em Tarn-et-Garonne em 1970.
Até a aprovação da Lei de 2 de março de 1982 sobre os direitos e liberdades das comunas, departamentos e regiões, o prefeito em cada departamento era não apenas o representante do Estado naquele departamento, mas também encarnado em sua pessoa o executivo do departamento; desde 1982, esta última função foi transferida para o presidente do conselho departamental.
A Lei 175 de 26 de fevereiro de 2008 estabelece que deve haver pelo menos um candidato de cada gênero em todas as eleições do conselho departamental.

## Lista de presidentes dos conselhos departamentais
| N.º | Departamento            | Presidente                 | Partido | Partido | Desde |
| --- | ----------------------- | -------------------------- | ------- | ------- | ----- |
| 1 | Ain                     | Jean Deguerry              |         | LR      | 2017  |
| 2 | Aisne                   | Nicolas Fricoteaux         |         | UDI     | 2015  |
| 3 | Allier                  | Claude Riboulet            |         | UDI     | 2017  |
| 4 | Alpes-de-Haute-Provence | René Massette              |         | PS      | 2017  |
| 5 | Hautes-Alpes            | Jean-Marie Bernard         |         | LR      | 2015  |
| 6 | Alpes-Maritimes         | Charles-Ange Ginésy        |         | LR      | 2017  |
| 7 | Ardèche                 | Laurent Ughetto            |         | PS      | 2017  |
| 8 | Ardennes                | Noël Bourgeois             |         | DVD     | 2017  |
| 9 | Ariège                  | Henri Nayrou               |         | PS      | 2014  |
| 10 | Aube                    | Philippe Pichery           |         | DVD     | 2017  |
| 11 | Aude                    | André Viola                |         | PS      | 2011  |
| 12 | Aveyron                 | Jean-François Galliard     |         | UDI     | 2017  |
| 13 | Bouches-du-Rhône        | Martine Vassal             |         | LR      | 2015  |
| 14 | Calvados                | Jean-Léonce Dupont         |         | UDI     | 2011  |
| 15 | Cantal                  | Bruno Faure                |         | LR      | 2017  |
| 16 | Charente                | François Bonneau           |         | DVD     | 2015  |
| 17 | Charente-Maritime       | Dominique Bussereau        |         | LR      | 2008  |
| 18 | Cher                    | Michel Autissier           |         | LR      | 2015  |
| 19 | Corrèze                 | Pascal Coste               |         | LR      | 2015  |
| 21 | Côte-d'Or               | François Sauvadet          |         | UDI     | 2008  |
| 22 | Côtes-d'Armor           | Alain Cadec                |         | LR      | 2015  |
| 23 | Creuse                  | Valérie Simonet            |         | LR      | 2015  |
| 24 | Dordogne                | Germinal Peiro             |         | PS      | 2015  |
| 25 | Doubs                   | Christine Bouquin          |         | DVD     | 2015  |
| 26 | Drôme                   | Marie-Pierre Mouton        |         | LR      | 2017  |
| 27 | Eure                    | Pascal Lehongre            |         | LR      | 2017  |
| 28 | Eure-et-Loir            | Claude Térouinard          |         | LR      | 2017  |
| 29 | Finistère               | Maël de Calan              |         | DVD     | 2021  |
| 30 | Gard                    | Denis Bouad                |         | PS      | 2015  |
| 31 | Haute-Garonne           | Georges Méric              |         | PS      | 2015  |
| 32 | Gers                    | Philippe Martin            |         | PS      | 2014  |
| 33 | Gironde                 | Jean-Luc Gleyze            |         | PS      | 2015  |
| 34 | Hérault                 | Kléber Mesquida            |         | PS      | 2015  |
| 35 | Ille-et-Vilaine         | Jean-Luc Chenut            |         | PS      | 2015  |
| 36 | Indre                   | Serge Descout              |         | LR      | 2016  |
| 37 | Indre-et-Loire          | Jean-Gérard Paumier        |         | LR      | 2016  |
| 38 | Isère                   | Jean-Pierre Barbier        |         | LR      | 2015  |
| 39 | Jura                    | Clément Pernot             |         | LR      | 2015  |
| 40 | Landes                  | Xavier Fortinon            |         | PS      | 2017  |
| 41 | Loir-et-Cher            | Nicolas Perruchot          |         | LR      | 2017  |
| 42 | Loire                   | Georges Ziegler            |         | LR      | 2017  |
| 43 | Haute-Loire             | Jean-Pierre Marcon         |         | UDI     | 2014  |
| 44 | Loire-Atlantique        | Philippe Grosvalet         |         | PS      | 2011  |
| 45 | Loiret                  | Marc Gaudet                |         | DVD     | 2017  |
| 46 | Lot                     | Serge Rigal                |         | PS      | 2014  |
| 47 | Lot-et-Garonne          | Pierre Camani              |         | PS      | 2008  |
| 48 | Lozère                  | Sophie Pantel              |         | PS      | 2015  |
| 49 | Maine-et-Loire          | Christian Gillet           |         | DVD     | 2014  |
| 50 | Manche                  | Marc Lefèvre               |         | LR      | 2017  |
| 51 | Marne                   | Christian Bruyen           |         | LR      | 2017  |
| 52 | Haute-Marne             | Nicolas Lacroix            |         | LR      | 2017  |
| 53 | Mayenne                 | Olivier Richefou           |         | UDI     | 2017  |
| 54 | Meurthe-et-Moselle      | Mathieu Klein              |         | PS      | 2017  |
| 55 | Meuse                   | Claude Léonard             |         | LR      | 2015  |
| 56 | Morbihan                | François Goulard           |         | LR      | 2011  |
| 57 | Moselle                 | Philippe Leroy             |         | LR      | 2011  |
| 58 | Nièvre                  | Alain Lassus               |         | PS      | 2017  |
| 59 | Nord                    | Jean-René Lecerf           |         | LR      | 2015  |
| 60 | Oise                    | Nadège Lefebvre            |         | LR      | 2017  |
| 61 | Orne                    | Christophe de Balorre      |         | LR      | 2017  |
| 62 | Pas-de-Calais           | Jean-Claude Leroy          |         | PS      | 2017  |
| 63 | Puy-de-Dôme             | Jean-Yves Gouttebel        |         | PRG     | 2004  |
| 64 | Pyrénées-Atlantiques    | Jean-Jacques Lasserre      |         | MoDem   | 2015  |
| 65 | Hautes-Pyrénées         | Michel Pélieu              |         | PRG     | 2011  |
| 66 | Pyrénées-Orientales     | Hermeline Malherbe-Laurent |         | PS      | 2010  |
| 67 | Bas-Rhin                | Frédéric Bierry            |         | LR      | 2015  |
| 68 | Haut-Rhin               | Brigitte Klinkert          |         | DVD     | 2017  |
| 69 | Rhône                   | Christophe Guilloteau      |         | LR      | 2015  |
| 70 | Haute-Saône             | Yves Krattinger            |         | PS      | 2001  |
| 71 | Saône-et-Loire          | André Accary               |         | LR      | 2015  |
| 72 | Sarthe                  | Dominique Le Mèner         |         | LR      | 2015  |
| 73 | Savoie                  | Hervé Gaymard              |         | LR      | 2008  |
| 74 | Haute-Savoie            | Christian Monteil          |         | DVD     | 2008  |
| 76 | Seine-Maritime          | Pascal Martin              |         | PR      | 2015  |
| 77 | Seine-et-Marne          | Patrick Septiers           |         | UDI     | 2018  |
| 78 | Yvelines                | Pierre Bédier              |         | LR      | 2014  |
| 79 | Deux-Sèvres             | Gilbert Favreau            |         | LR      | 2015  |
| 80 | Somme                   | Laurent Somon              |         | LR      | 2015  |
| 81 | Tarn                    | Christophe Ramond          |         | PS      | 2017  |
| 82 | Tarn-et-Garonne         | Christian Astruc           |         | SE      | 2015  |
| 83 | Var                     | Marc Giraud                |         | LR      | 2015  |
| 84 | Vaucluse                | Maurice Chabert            |         | LR      | 2015  |
| 85 | Vendée                  | Yves Auvinet               |         | DVD     | 2015  |
| 86 | Vienne                  | Bruno Belin                |         | LR      | 2015  |
| 87 | Haute-Vienne            | Jean-Claude Leblois        |         | PS      | 2015  |
| 88 | Vosges                  | François Vannson           |         | LR      | 2015  |
| 89 | Yonne                   | Patrick Gendraud           |         | LR      | 2017  |
| 90 | Territoire de Belfort   | Florian Bouquet            |         | LR      | 2015  |
| 91 | Essonne                 | François Durovray          |         | LR      | 2015  |
| 92 | Hauts-de-Seine          | Patrick Devedjian          |         | LR      | 2007  |
| 93 | Seine-Saint-Denis       | Stéphane Troussel          |         | PS      | 2012  |
| 94 | Val-de-Marne            | Christian Favier           |         | PCF     | 2001  |
| 95 | Val-d'Oise              | Marie-Christine Cavecchi   |         | LR      | 2017  |
| 96 | Guadeloupe              | Josette Borel-Lincertin    |         | PS      | 2015  |
| 97 | La Réunion              | Cyrille Melchior           |         | LR      | 2017  |
| 98 | Mayotte                 | Ahmed Attoumani Douchina   |         | LR      | 2008  |
| Nota: ↑1 e ↑2 Os conselhos departamentais do Baixo Reno e do Alto Reino foram substituídos pela Assembleia da Alsácia (órgão de governo da Coletividade Europeia da Alsácia) em 1.º de janeiro de 2021. |                         |                            |         |         |       |

## Abono
O presidente de um conselho de departamento tem um abono máximo de 5 441 € por mês, os vice-presidentes têm um abono máximo de 128 83–725 44 €, os membros da comissão permanente têm um subsídio máximo de 672 65–927 13 € e os conselheiros de departamento têm um abono máximo de 1 501–2 626 € por mês.